# Аизовые
Аи́зовые, или Аизоо́новые (лат. Aizoaceae, от греч. αειζωον — вечнозелёный) — семейство цветковых растений, порядка Гвоздичноцветные (Caryophyllales).
Распространены в основном в засушливых районах Южной Африки, некоторые виды также можно найти в Европе, Австралии, Океании, а также на тихоокеанском побережье Чили и США. Большинство видов отличаются тем, что являются листовыми суккулентами или полусуккулентами. Многие из них популярны как комнатные растения.

## Ботаническое описание
Преимущественно многолетние кустарники, редко однолетние или двулетние травянистые растения, редко древовидные и редко растения, сокращённые до одной пары листьев, иногда растущие погруженными в землю. Листья в основном супротивные, простые и цельные, редко лировидные. Эпидермис обычно содержит пузырчатые клетки различной формы, иногда редуцированные или однородные, часто приспособленные к засушливым условиям, от сосочковых до опушённых. Основания черешков редко с прилистниковыми придатками, либо листья сидячие, иногда сросшиеся листовые влагалища.
Соцветие преимущественно дихазиальное (dichasial pattern) в различных производных формах, чаще всего размещается в верхней части растения и часто приобретает пазушное положение. Иногда на растении присутствует всего один цветок. Цветки актиноморфные, в основном обоеполые. Плод, в основном, представлен коробочкой; иногда он может быть твёрдым и не раскрывающимся односемянным орехом, реже — костянкой. Семена, в большинстве своём, имеют более или менее яйцевидную форму.

## Распространение
Представители семейства Aizoaceae распространены в тропиках и субтропиках по всему миру, занимая промежуток между 40° северной и южной широты.
В Новом Свете ареал распространения охватывает южные штаты США, простирается через Центральную Америку и Карибские острова вдоль побережий Южной Америки до Чили на западе (менее 40° южной широты) и до Буэнос-Айреса на востоке.
В Азии представители этого семейства обитают в южных странах, начиная от Турции и заканчивая Малайзией, простираясь на север до Афганистана и Китая, в основном в форме сорняков.
В Австралии, Новой Зеландии и прилегающих островах члены семейства Aizoaceae обитают в различных средах, среди которых, вероятно, наиболее известен новозеландский шпинат Tetragonia tetragonoides — единственный вид, который выращивается в качестве овоща.
В Африке, включая Кабо-Верде, Канарские острова и острова Мадейра, Aizoaceae присутствуют лишь в низменных частях тропиков вокруг бассейна реки Конго.
В Европе всего несколько видов обитают, например, на юге Испании и Италии, возможно, в естественных насаждениях. Однако неопределённость существует относительно того, какие таксоны и когда были интродуцированы, особенно в местностях севернее, например, в южной Англии и на Канарских островах.
Также предполагается более поздняя интродукция некоторых видов, обитающих в Калифорнии и, возможно, в Южной Америке, как, например, род Carpobrotus. Несколько видов рода Tetragonia встречаются в природе вдоль западного побережья Тихого океана. Несмотря на широкий ареал распространения Aizoaceae, центры их разнообразия находятся близко друг к другу в юго-западной части Африки. Последние подсчёты, основанные на принятых родах, показывают, например, что в квадрате площадью 30х30 футов в центре Гариепа, нижней части реки Оранжевой, встречается 36 различных родов.

## Экология
Представители семейства Aizoaceae занимают крайние экологические ниши, включая сухие субтропические пустыни, влажные тропические побережья и заснеженные субтропические горы.
В пустынях, где годовое количество осадков не превышает 100 мм, некоторые из них регулярно подвергаются воздействию тумана с моря, что увеличивает общую доступную влажность. Дожди выпадают как зимой, например, в южной части Намиба и прилегающих прибрежных районах, где произрастают Fenestraria и Psammophora, так и летом, например, по краям Сахары и в Восточной Африке, где встречаются виды, такие как Zaleya и Aizoon.
Некоторые представители семейства обитают на влажных тропических побережьях по всему миру, встречаясь на морских камнях, подверженных солёному брызгу (например, Delosperma napiforme и Sesuvium edmonstonei), а также в солоноватых болотистых районах, близких к мангровым зарослям и подверженных приливным наводнениям, где Sesuvium portulacastrum может формировать обширные заросли.
Некоторые виды, такие как Delosperma nubigenum, процветают в условиях снежного покрова высоких вершин Драконовых гор в Лесото. В климате с количеством осадков от 100 до 400 мм в год, преимущественно зимой, встречается наибольшее число родов и видов этого семейства. В этих условиях Aizoaceae играют важную роль в растительном покрове, являясь ключевым элементом управления сельским хозяйством в районах с зимними дождями и прилегающих регионах Южной Африки.

## Таксономия
Aizoaceae Martinov, впервые упомянут в «Техно-ботаническом словаре» в 1820 году.
Согласно обновлённым данным сайта WFO Plantlist на июнь 2023 года, семейство включает в себя 5 подсемейств, 6 триб, 124 родов и 1869 видов (ещё 21 таксонов находится в статусе рассмотрения):
- Acrosanthoideae
  - Acrosanthes
- Aizooideae
  - Aizoanthemopsis, Aizoanthemum, Aizoon, Gunniopsis, Tetragonia
- Mesembryanthemoideae
  - Mesembryanthemum
- Ruschioideae
  - Apatesieae (триба)
    - Apatesia, Carpanthea, Conicosia, Hymenogyne, Skiatophytum

  - Dorotheantheae (триба)
    - Cleretum

  - Drosanthemeae (триба)
    - Drosanthemum, Lemonanthemum

  - Saphesieae (триба)
    - Saphesia

  - Acrodon, Aloinopsis, Amphibolia, Antegibbaeum, Antimima, Arenifera, Argyroderma, Astridia, Bergeranthus, Bijlia, Braunsia, Brianhuntleya, Calamophyllum, Carpobrotus, Carruanthus, Cephalophyllum, Cerochlamys, Chasmatophyllum, Cheiridopsis, Circandra, Conophytum, Corpuscularia, Cylindrophyllum, Deilanthe, Delosperma, Dicrocaulon, Didymaotus, Dinteranthus, Diplosoma, Disphyma, Dracophilus, Drosanthemopsis, Eberlanzia, Ebracteola, Ectotropis, Enarganthe, Erepsia, Esterhuysenia, Faucaria, Fenestraria, Frithia, Gibbaeum, Glottiphyllum, Hallianthus, Hammeria, Hartmanthus, Hereroa, Jacobsenia, Jensenobotrya, Jordaaniella, Juttadinteria, Khadia, Lampranthus, Lapidaria, Leipoldtia, Lithops, Machairophyllum, Malephora, Malotigena, Marlothistella, Mestoklema, Meyerophytum, Mitrophyllum, Monilaria, Mossia, Namaquanthus, Namibia, Nananthus, Nelia, Neohenricia, Octopoma, Oophytum, Orthopterum, Oscularia, Ottosonderia, Peersia, Phiambolia, Pleiospilos, Prepodesma, Psammophora, Rabiea, Rhinephyllum, Rhombophyllum, Roosia, Ruschia, Ruschianthus, Ruschiella, Sarcozona, Schlechteranthus, Schwantesia, Scopelogena, Smicrostigma, Stayneria, Stoeberia, Stomatium, Tanquana, Titanopsis, Trichodiadema, Vanheerdea, Vanzijlia, Vlokia, Wooleya, Zeuktophyllum
- Sesuvioideae
  - Anisostigmateae (триба)
    - Anisostigma, Tribulocarpus

  - Sesuvieae (триба)
    - Sesuvium, Trianthema, Zaleya

Некоторые виды
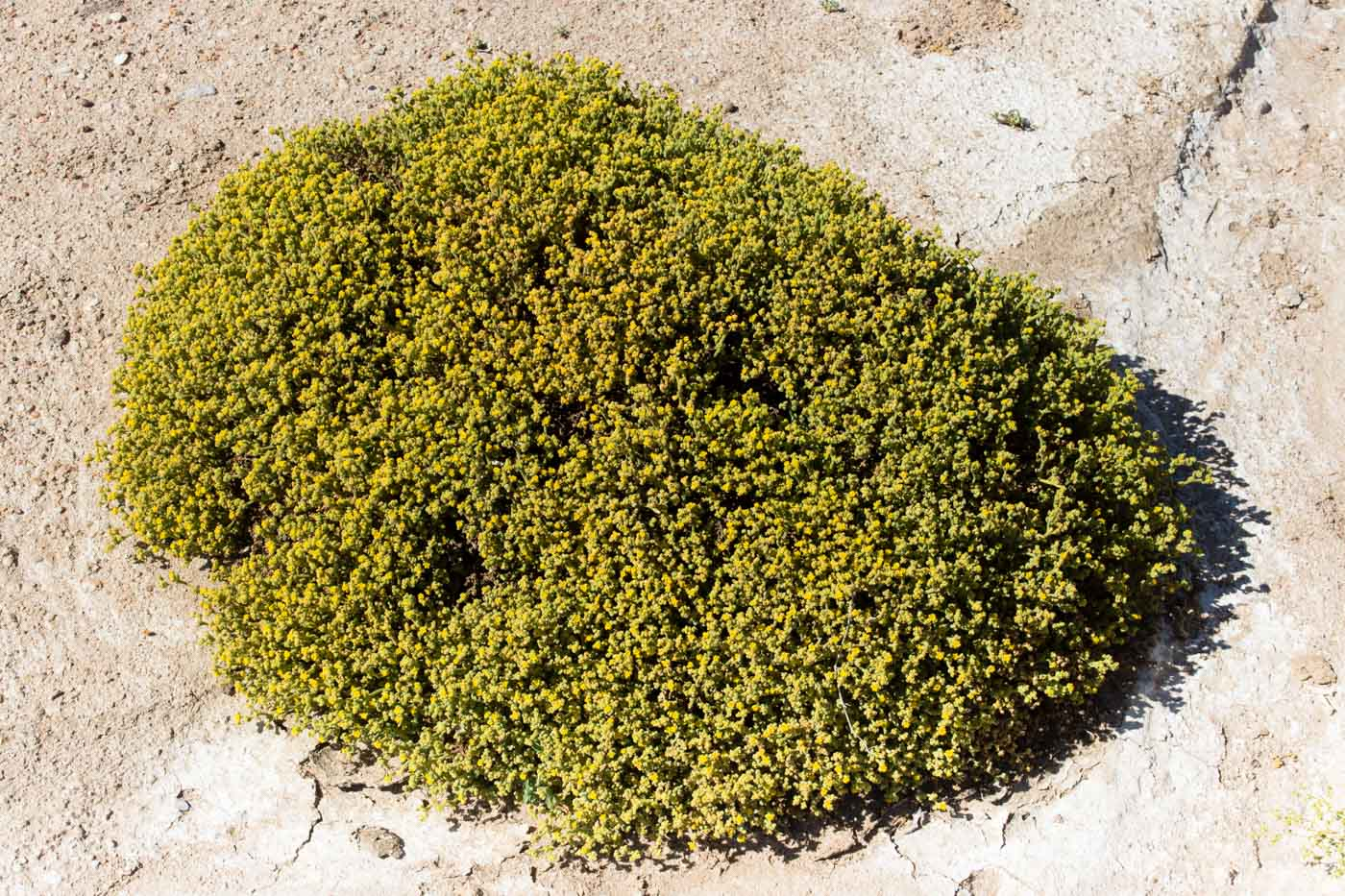
Aizoanthemum galenioides
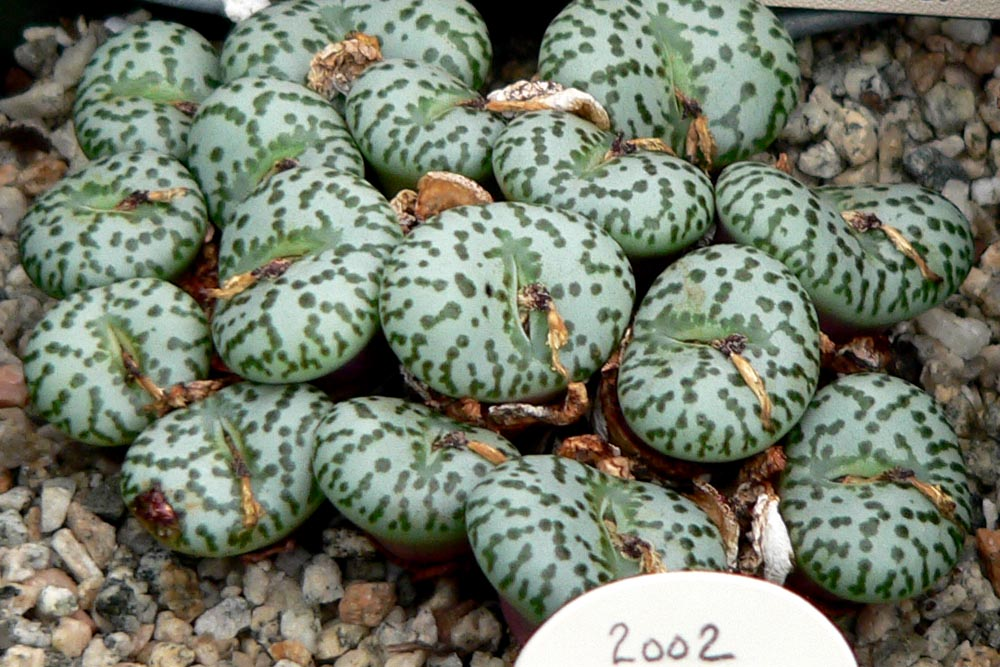
Conophytum obcordellum
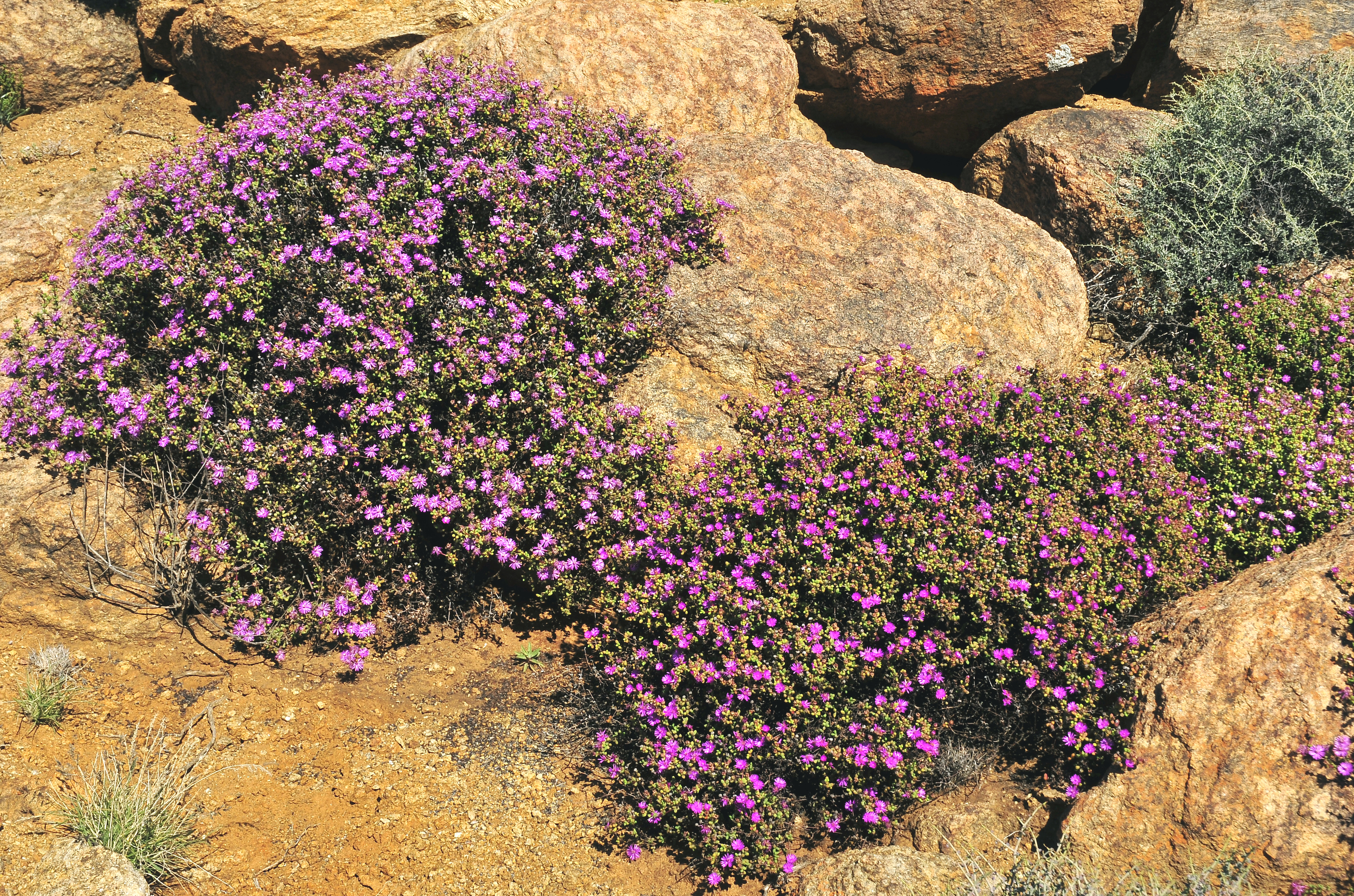
Drosanthemum hispidum
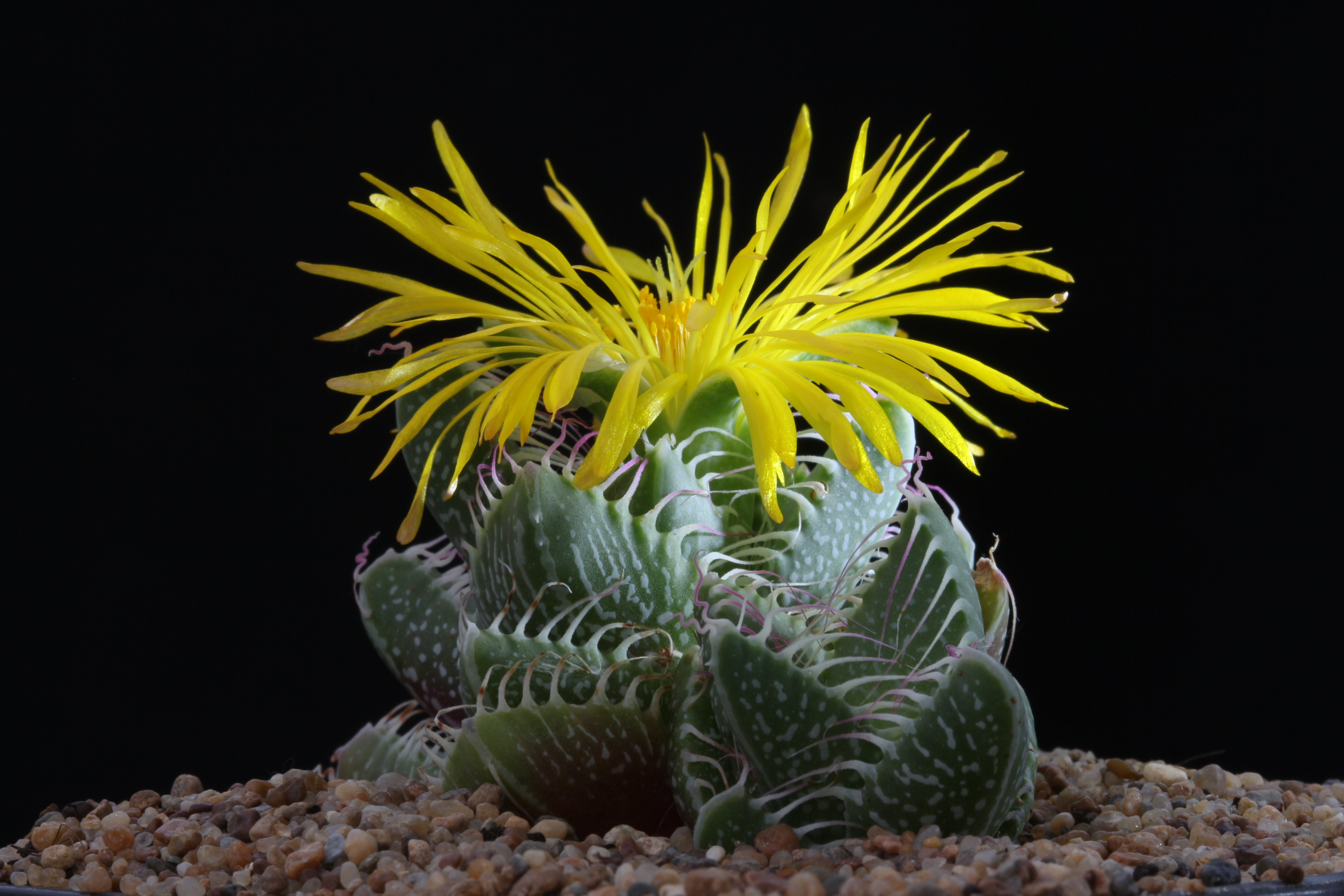
Faucaria tigrina
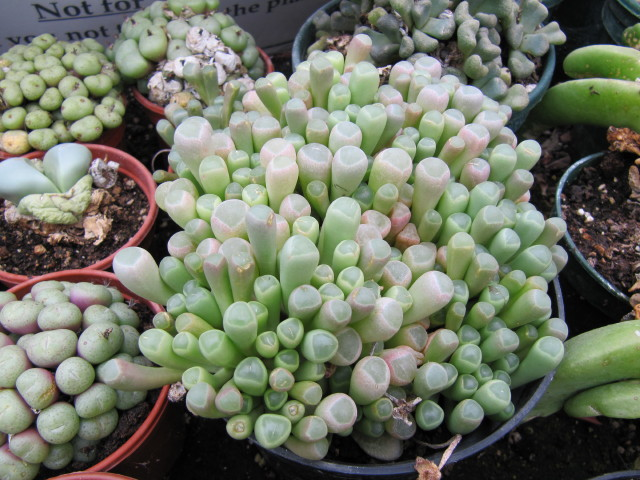
Fenestraria rhopalophylla
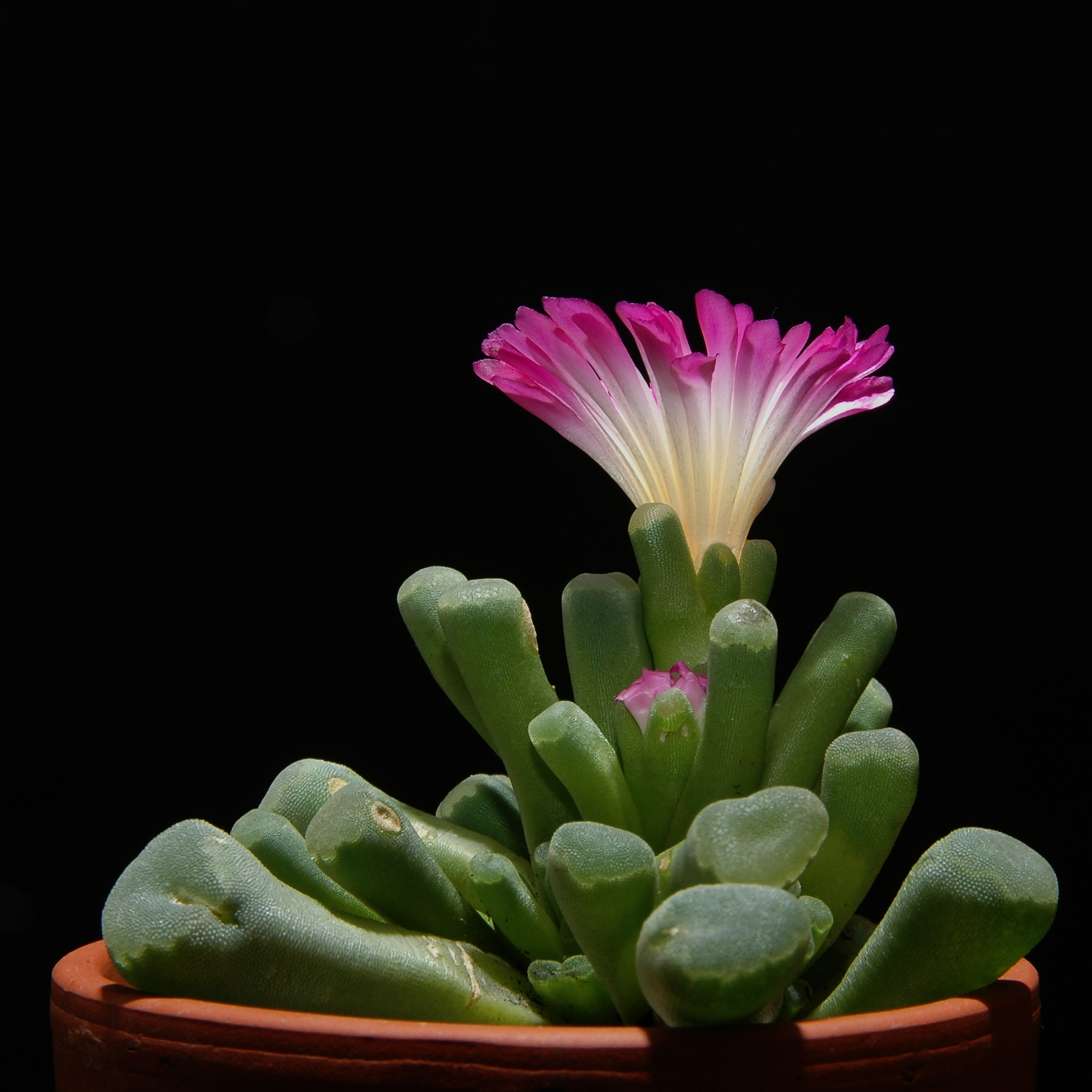
Frithia pulchra
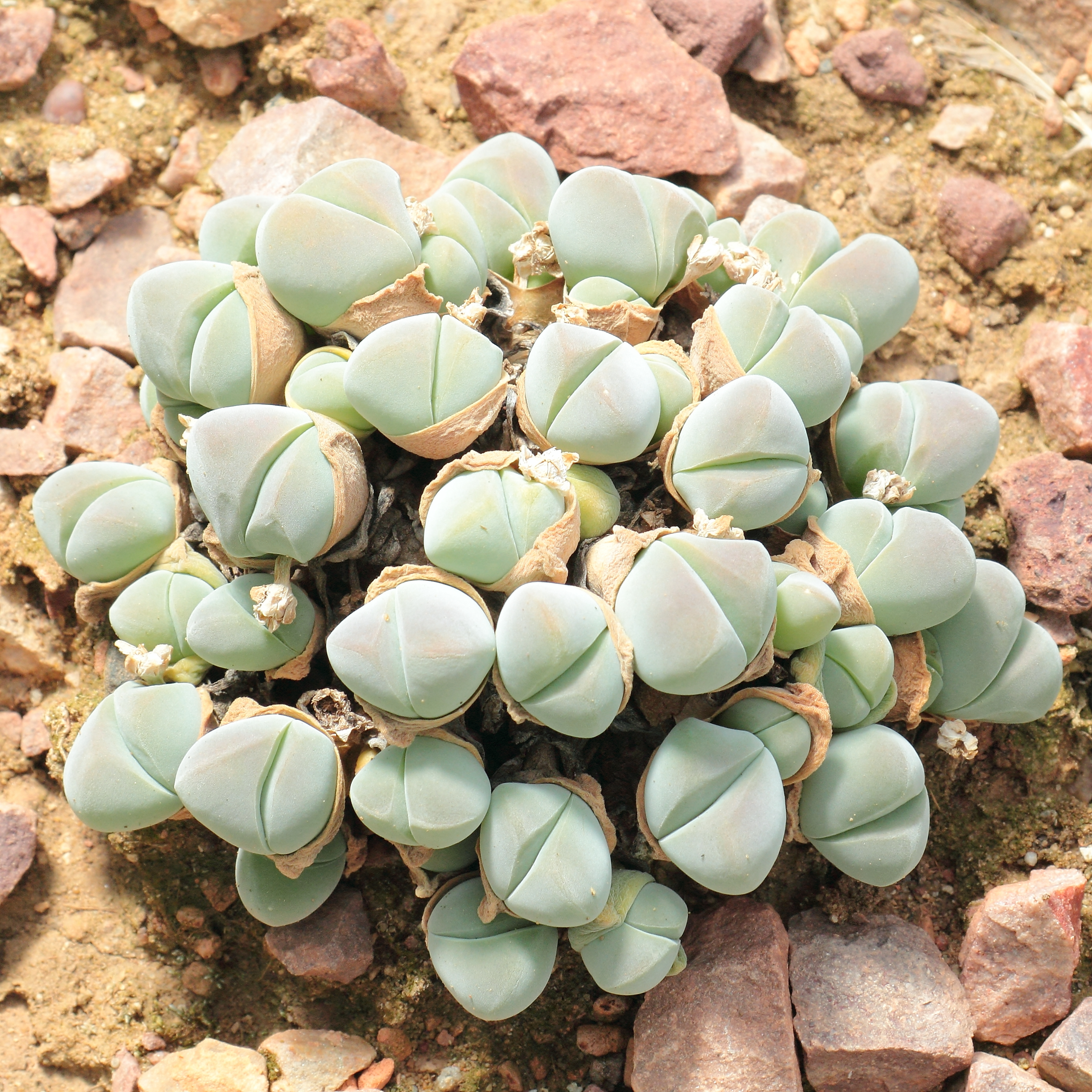
Gibbaeum dispar
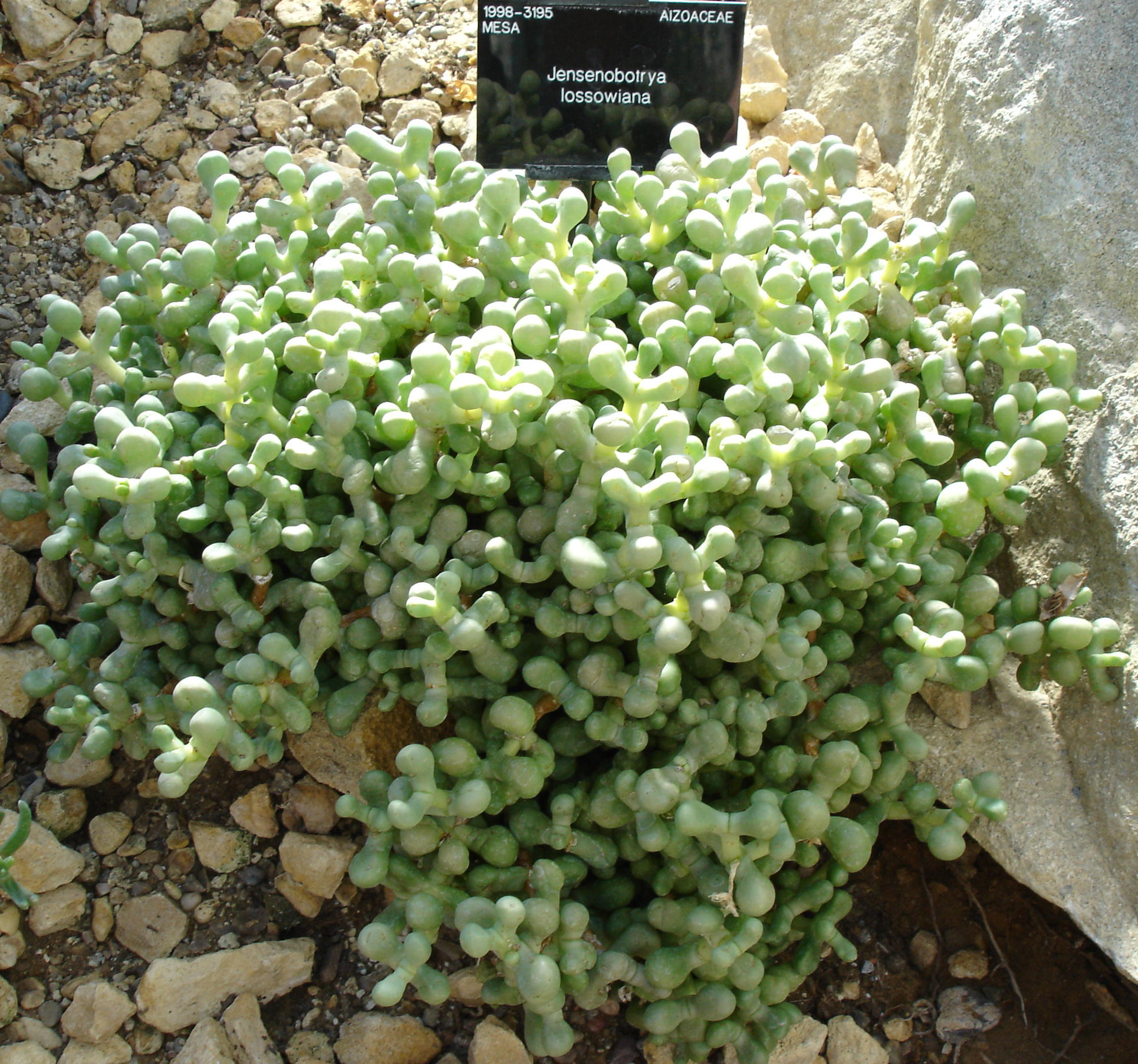
Jensenobotrya lossowiana
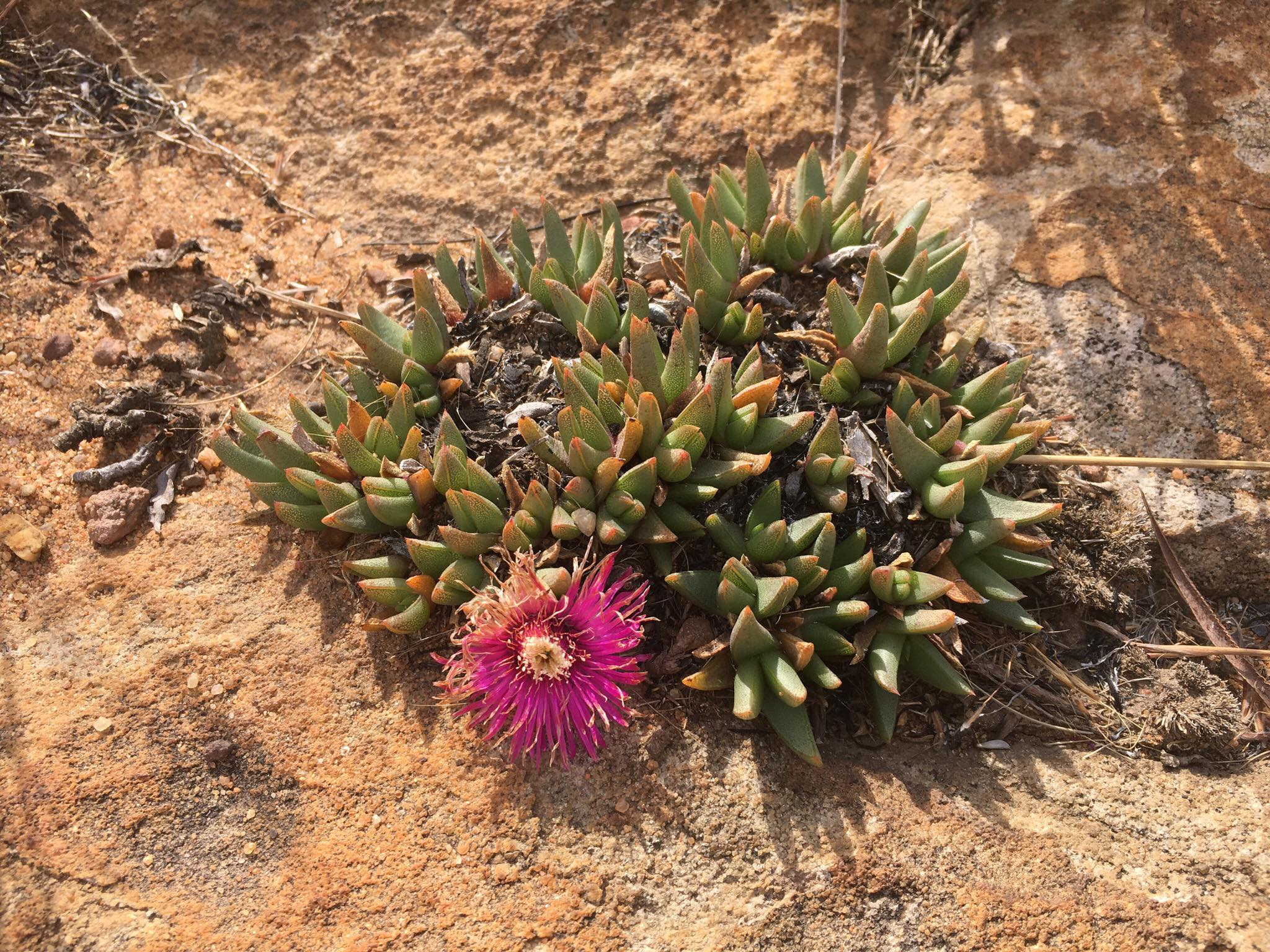
Khadia acutipetala
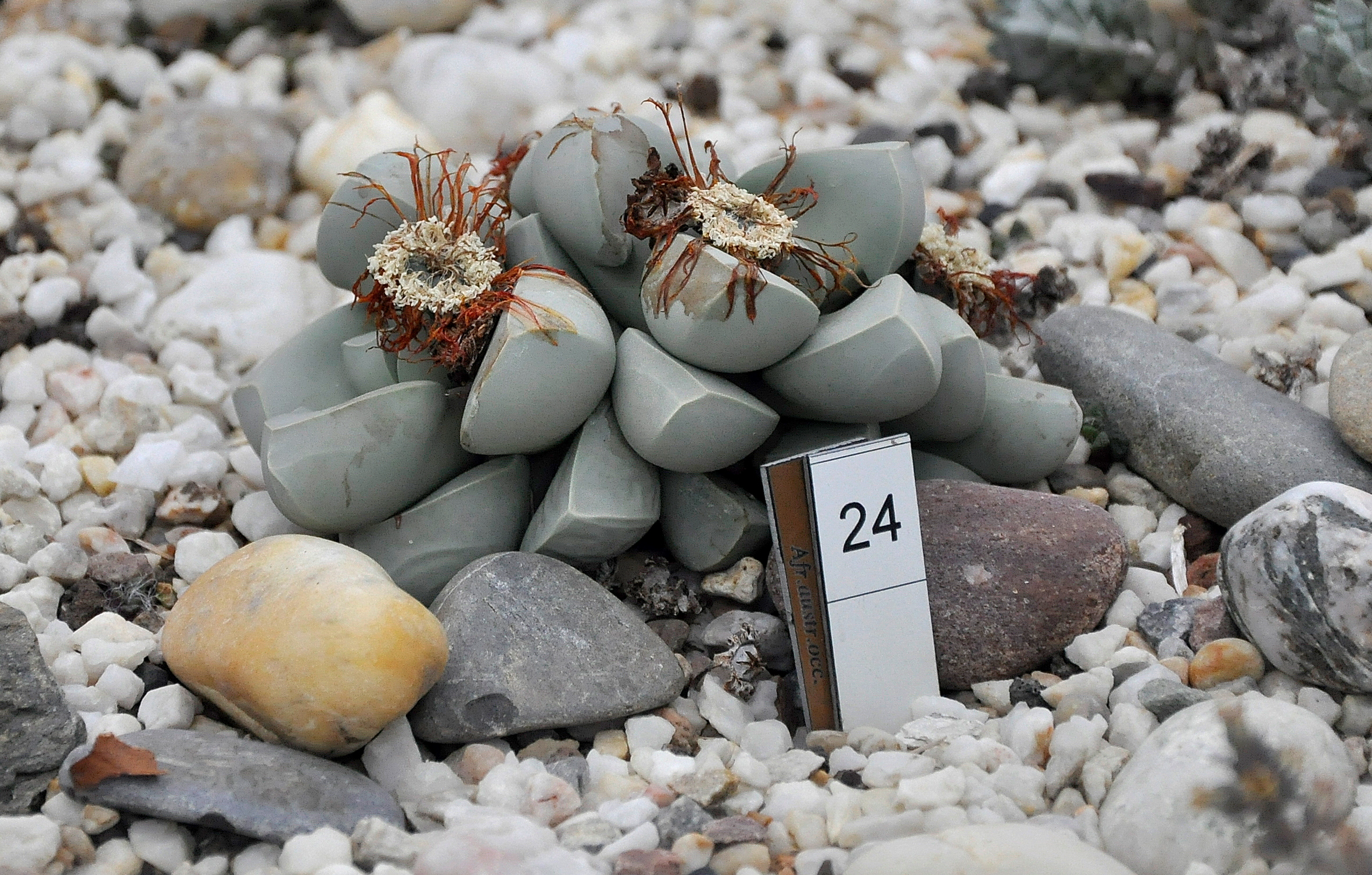
Lapidaria margaretae
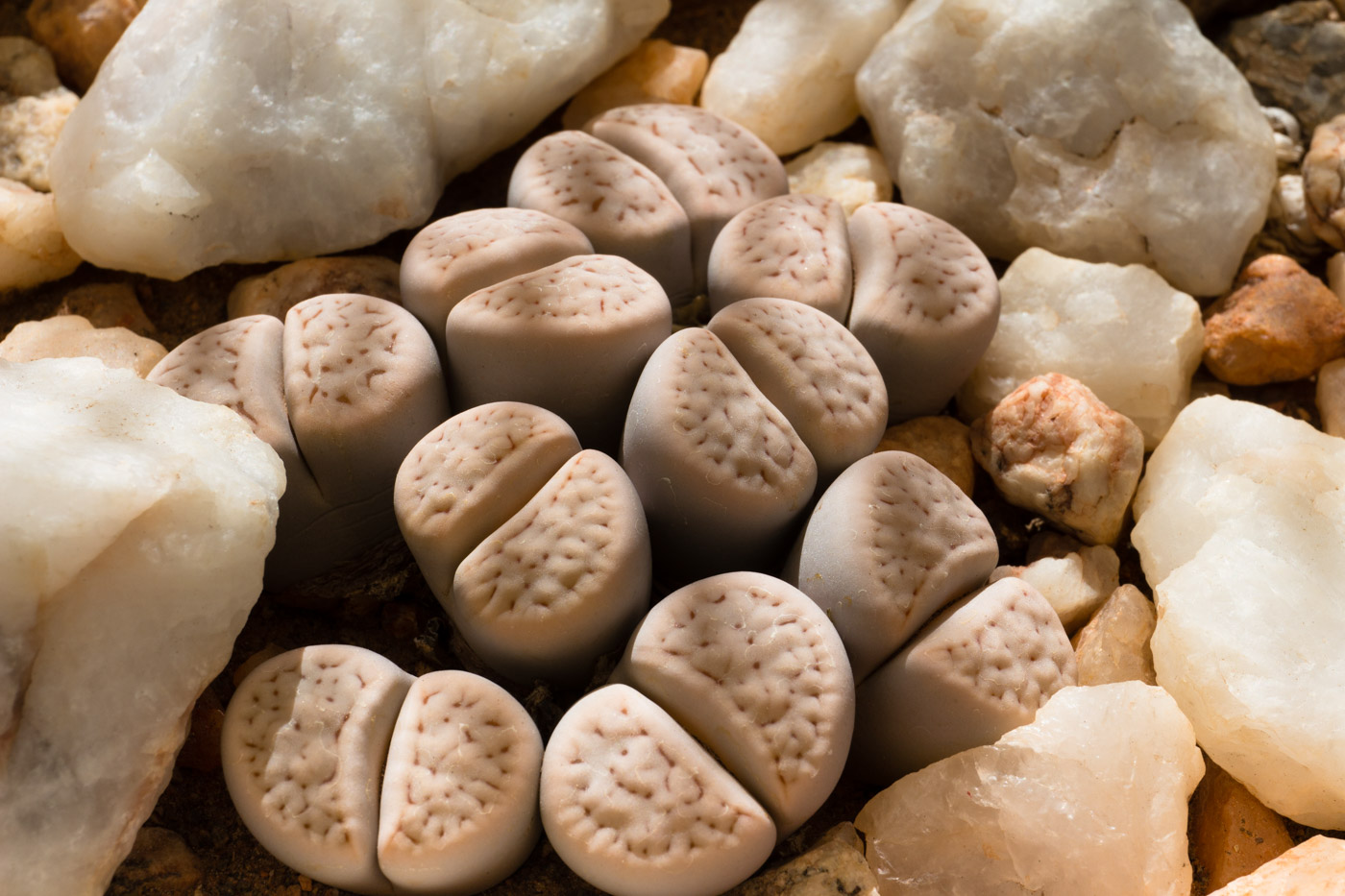
Lithops karasmontana
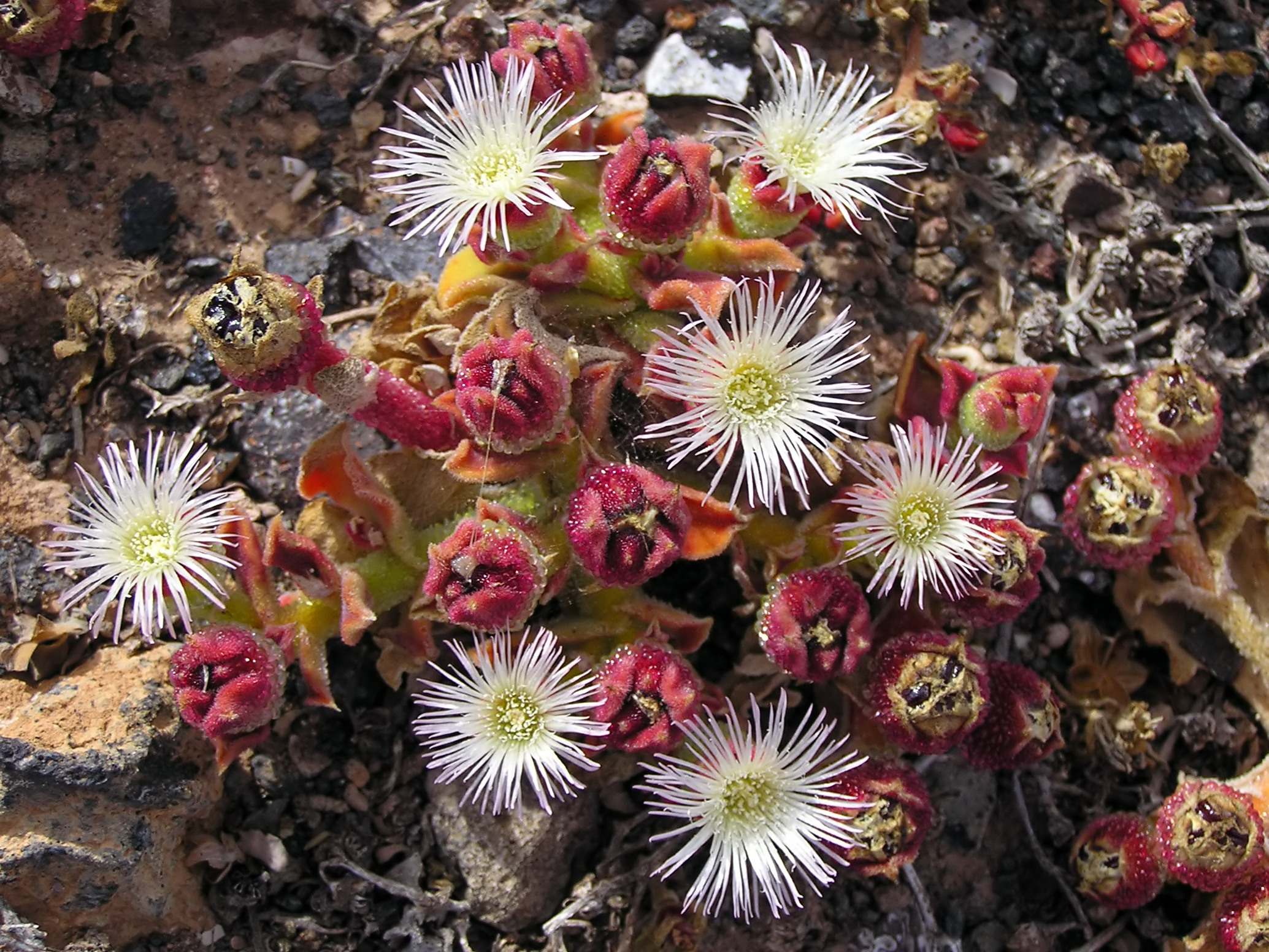
Mesembryanthemum crystallinum
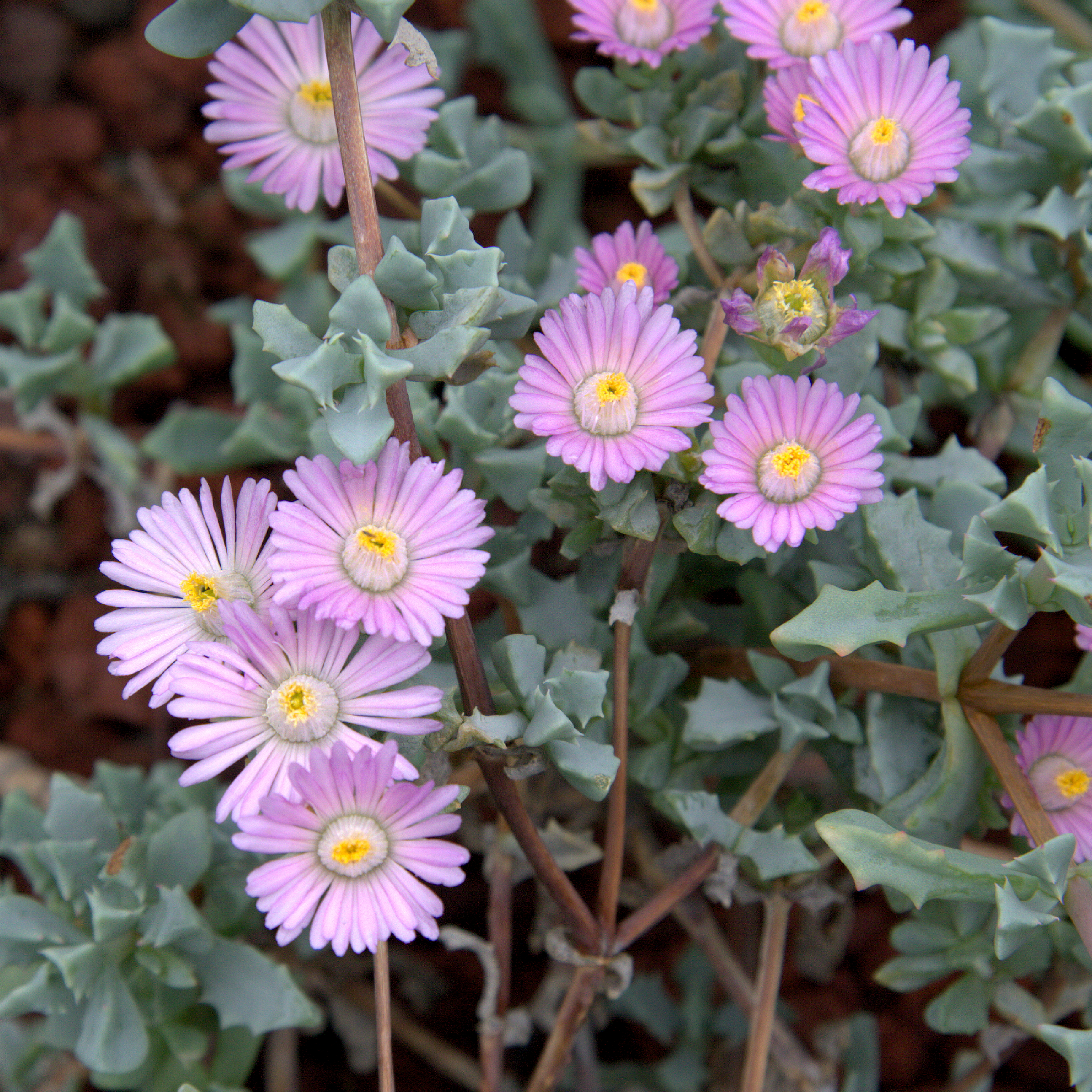
Oscularia deltoides
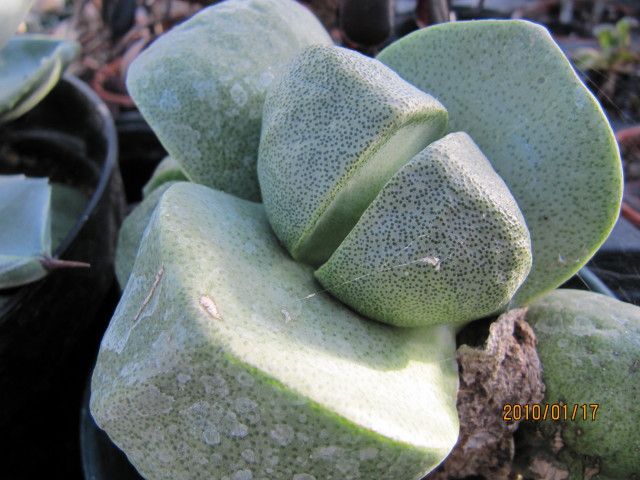
Pleiospilos nelii
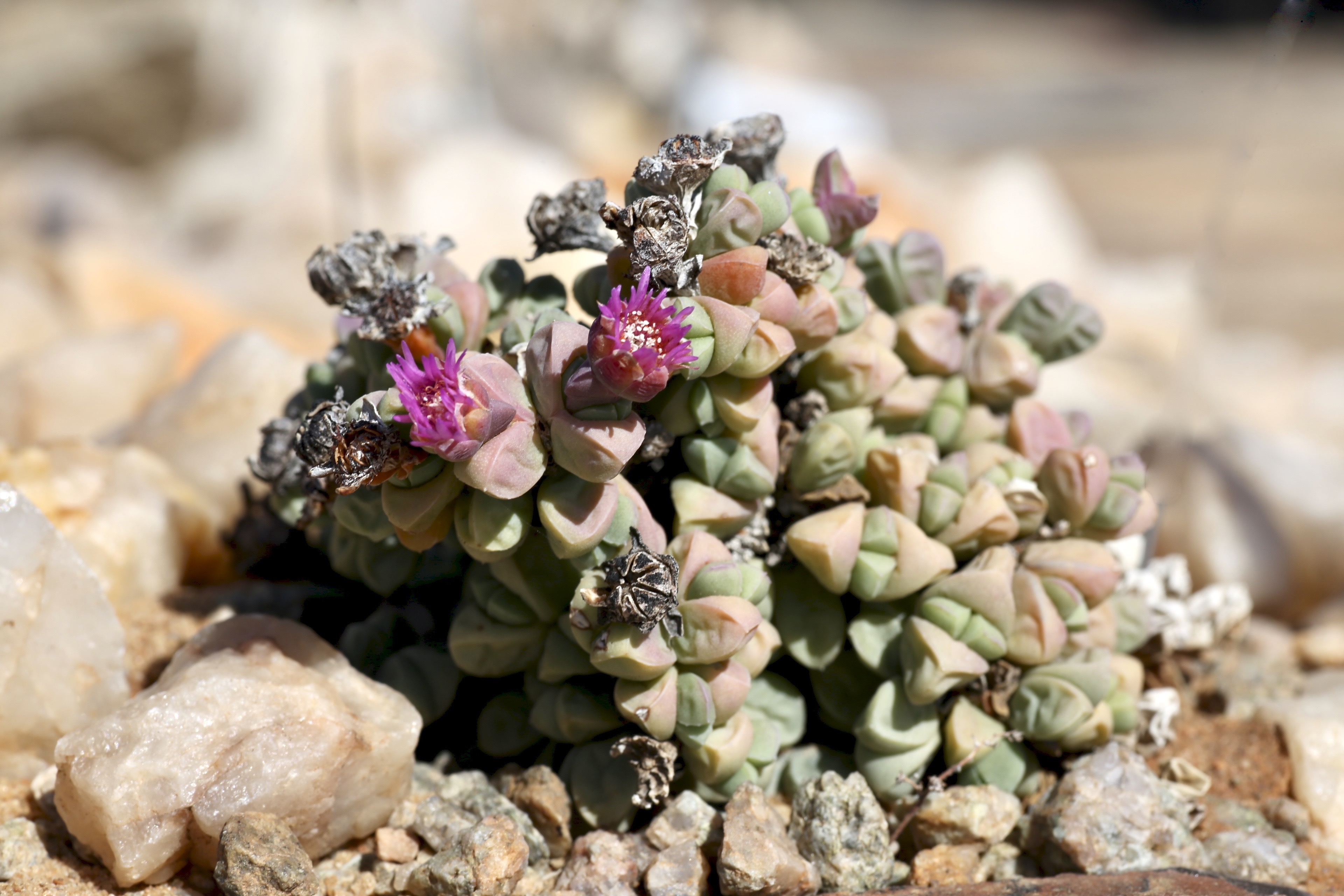
Schlechteranthus maximiliani
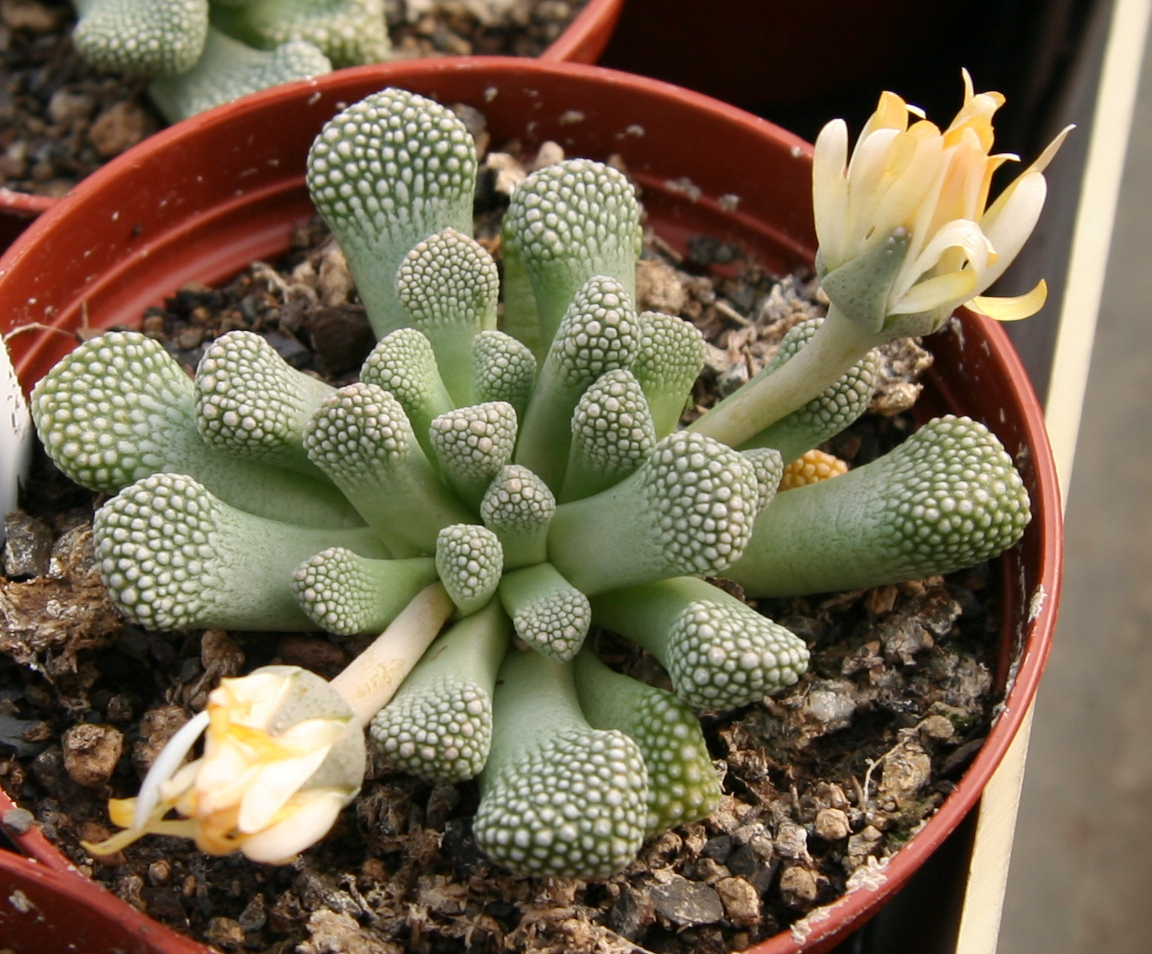
Titanopsis primosii
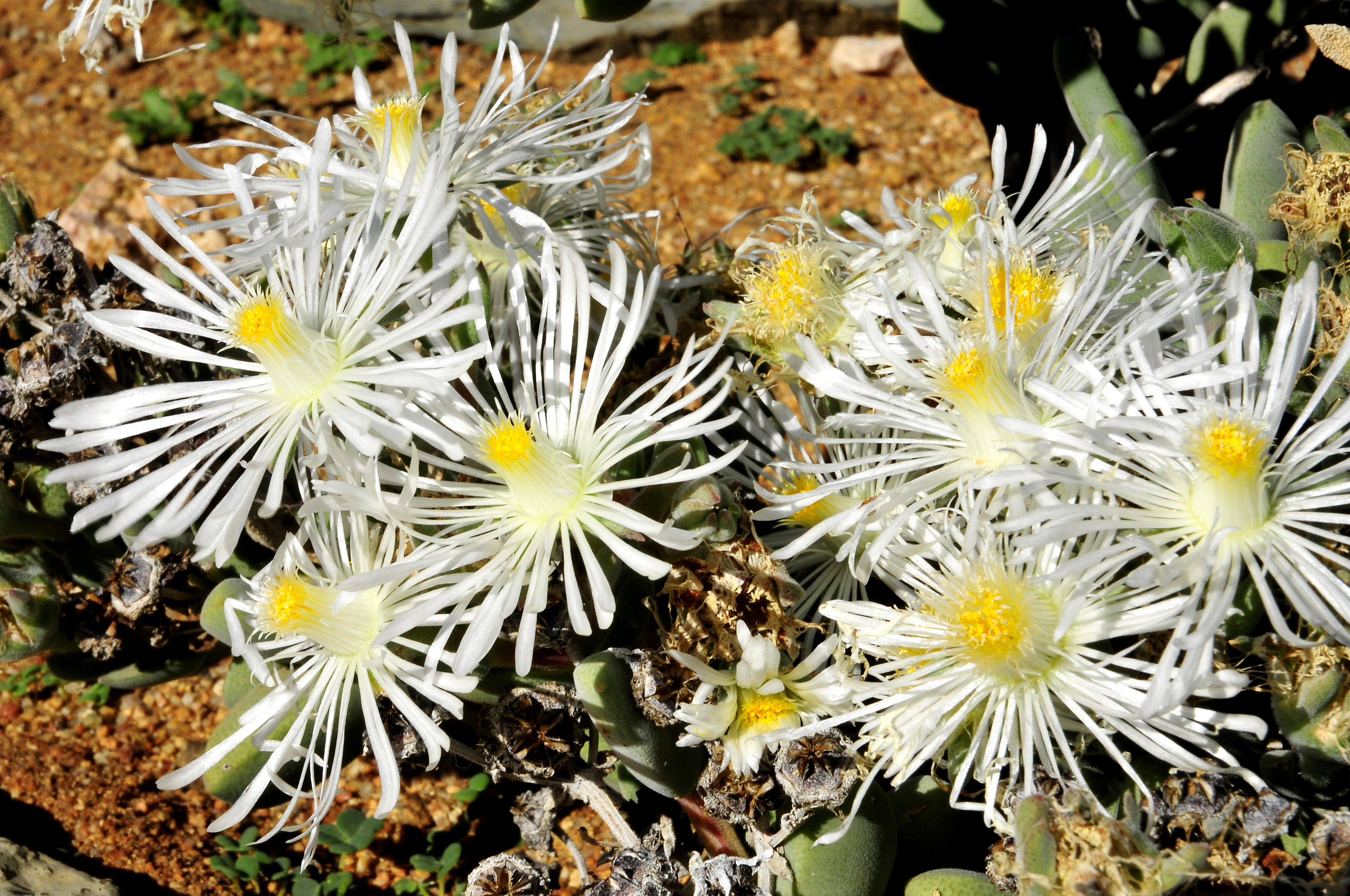
Wooleya farinosa

## Значение и применение
Ягоды видов, таких как Карпобротус съедобный (Carpobrotus edulis), пригодны для употребления в пищу, и это растение также используется в засушливых регионах для предотвращения эрозии почвы.
Мезембриантемум (Mesembryanthemum), Делосперма (Delosperma) и другие суккуленты с хорошо выраженными стеблями часто используются как растения для садов.
Многие суккуленты этого семейства стали популярными комнатными растениями. Примерами являются плейоспилосы, титанопсисы, фаукарии и, знаменитые «живые камни» — литопсы.